# 友よ、静かに瞑れ
『友よ、静かに瞑れ』（ともよ、しずかにねむれ）は、北方謙三の小説、及びそれを原作とする日本映画。1989年にフジテレビで2時間半ドラマも作られている（『友よ静かに瞑れ』）。

## 小説
1983年8月22日、角川書店より発売。

## 書誌情報
- 北方謙三『友よ、静かに瞑れ』角川文庫、1983年8月22日、340頁。ISBN 978-4041612019。

## 映画
1985年6月15日公開。藤竜也主演、崔洋一監督。角川春樹事務所製作・東映セントラルフィルム配給。
併映は、渡辺典子主演『結婚案内ミステリー』。

### ストーリー
医師の新藤剛（藤竜也）は、沖縄の多満里地区に東京からはるばるホテルフリーインの経営者である旧友の坂口（林隆三）を訪ねた。しかし地元の住民からはフリーインの場所を聞いただけで胡乱な目で見られ、フリーインの客というだけで嫌われる。しかも当の坂口は警察の留置場にいた。下山建設の社長下山（佐藤慶）が、刑事の徳田（室田日出男）らと共謀して、坂口を逮捕したのだ。坂口は下山建設による開発の進む多満里地区でたった一人で立ち退きに反対していた。寂れるばかりの多満里の将来を考え、地価が安い多満里地区を高い値段で買い取り、住民の移転先の面倒も見る温情のある会社として通っている下山建設だが、実際は多満里の住民たちも最初は立ち退きに反対しながらも、暴力や買収工作によって懐柔され、フリーインは村八分のような形に追い込まれていたのであった。そして下山はフリーインに対してもヤクザを使い、かつては多くの長期宿泊者で賑わっていたフリーインも、下山の嫌がらせで人が寄り付かなくなっていた。坂口の息子・竜太も下山一派の脅迫や同級生からのいじめを受けていた。新藤は多満里にいる間、残ったフリーインの宿泊客たちと共に下山たちの悪事を暴こうと画策するが、やがて町中をヤクザがうろつき始め、多満里の住民たちがフリーインに現れて新藤に多満里から去るよう忠告する。新藤は下山建設幹部の高畠（原田芳雄）と決闘の末、下山の机から徳田の金銭借用書を入手した。止むなく徳田は坂口を釈放し、ついに新藤と竜太は坂口と再会する。その時、目の前に下山の乗った車が現れた。多満里の住民たちと握手を交わしていた下山の前に立ち塞がった坂口は、不穏な空気を発して黙ったまま懐に手をいれる。恐怖に慄いた下山は拳銃を取り出し、引き金を引いた。竜太はその瞬間新藤の胸に顔を埋めるが、父親の死に様を見せるかのように、新藤は胸から竜太の顔を引きはがす。坂口は懐に手を入れたままその場に倒れる。坂口が握っていたのは一個のレモンだった。
新藤はそのレモンを拾い、坂口の死体の近くでじっと立つ竜太の手にレモンを握らせ、フリーインの宿泊費を精算してその場を後にする。新藤が去った後、竜太は父親の死体を見つめ、自分の好物でもないレモンをかじるのだった。

### 登場人物
新藤剛
演 - 藤竜也
多満里にふらりと現れた屈強な男。元大学病院勤務の医師で、3年前に医療ミスを起こしクビになった過去を持つ。最初はフリーインの住人に下山が抱えているヤクザと誤解され、クラブKENDOでは時枝たちに警戒される。坂口とは学部は別ながら大学の親友同士であり、末期の肺癌を患う彼に好きなことをさせたいという願いから多満里を訪れた。現在は船医。
赤井志摩
演 - 倍賞美津子
坂口の愛人でフリーインの住人。クラブKENDOを経営している。坂口のことを内心案じている。
坂口竜太
演 - 六浦誠
坂口の息子。実の母親はすでに亡く、志摩が母親代わりを務める。坂口が多満里で一人立ち退きを反対していることを理由に学校でいじめを受けていることから、父を「馬鹿」と罵っている。新藤が沖縄に来る前にヤクザに誘拐されていた。父親と違ってレモンは好物ではない。
坂口隆一
演 - 林隆三
フリーインの経営者で竜太の父親。フリーインの住人からは社長と呼ばれている。大学時代は新藤と一緒に剣道をやっており、練習後にはよくレモンを分け合って食べていた。多満里で一人立ち退きに反対している。下山に刃物で襲い掛かった容疑で留置中だが、実際は誘拐された竜太を助けるための行動であった。
原作小説、映画ともにラストシーンのみ登場し、台詞もない。
下山大志
演 - 佐藤慶
下山建設社長。クリーンな環境・開発を売り物にしているが、実際はヤクザと警察を従えている。坂口が立ち退きに応じないことから竜太を誘拐し、坂口を徳田らと共謀して逮捕へ追い込む。その後もヤクザを使ってフリーインに嫌がらせを行い、周辺を嗅ぎ回る新藤を追い払おうとする。
高畠治郎
演 - 原田芳雄
下山建設部長。慶應義塾大学卒の元ボクサーで、かつて不良数名を不具にした過去を持つ。下山の腹心として彼の策謀に加担する一方、新藤に対して奇妙なシンパシーを寄せ始める。
古賀三郎
演 - 清水昭博
下山建設社員。
石井仙一
演 - 中西良太
下山が抱えているヤクザの一人。新藤を執拗につけ狙い射殺しようとするが、高畠に食い止められる。
徳田乙松
演 - 室田日出男
刑事。下山と共謀して坂口の立ち退き工作に加担している。
亀井順一
演 - 草薙幸二郎
多満里の住民で商店主。多満里でただ一人立ち退きを反対している坂口を地元の恥さらし呼ばわりしている。
石森健
演 - 常田富士男
多満里の住民でイタリアンレストランの店主。
上原吉徳
演 - 椎谷建治
多満里の住民。
安里秀行
演 - 飯島大介
多満里の住民。
小宮豊
演 - 高柳良一
フリーインのフロント係。冴子と仲がいい。
小坂時枝
演 - 宮下順子
フリーインの住人で、クラブKENDOの従業員。結婚していて子どももいる。
今村静子
演 - 中村れい子
フリーインの住人で、クラブKENDOの従業員。もともとは横浜住まいだった。
桃原留美
演 - 伊藤麻耶
フリーインの住人で、クラブKENDOの従業員。後に沖縄を去る。
柴村冴子
演 - ジル・ジェイド（PERSONZ）
フリーインの住人で、クラブKENDOの従業員。豊と仲がいい。

### スタッフ
- 製作 - 角川春樹
- プロデューサー - 黒澤満、紫垣達郎
- 脚本 - 丸山昇一
- 撮影 - 浜田毅
- 照明 - 井上幸男
- 美術 - 小川富美夫
- 録音 - 北村峰晴
- 編集 - 鈴木晄
- 助監督 - 成田裕介
- キャスティング - 飯塚滋
- 音楽 - 梅林茂（EX）
- 音楽プロデューサー - 石川光
- 擬斗 - 國井正廣
- 車両 - 富士映画
- 現像 - 東映化学
- 協力 - 全日本空輸、沖縄県名護市役所、名護市辺野古区公民館、名護市辺野古商工社交業組合、沖電気工業株式会社
- 製作協力 - セントラル・アーツ
- 監督 - 崔洋一

## 製作
崔洋一監督は「前作『いつか誰かが殺される』は赤川次郎物という俺にとっては未知の世界だし、ましてやアイドル映画だった。監督することには、そういう楽しみと苦しみがあった。じゃ、今度は欣喜雀躍の企画とみんなは思うわけだ。しかし、実はこっちの方が苦しいんでね。こういうのが得意かというと冷静になって考えてみると、こういうものは俺初めてやるわけで、なぜかハードボイルドないしアクションというイメージが俺の場合、あるでしょ。得意技と思われてるけど実際はやってないわけで、不思議だね。お話としてはかつてどこかで見た西部劇であろうし、昔からあるパターンのもの。で、結局何が今回の映画を規定しているかというと"今"だろうなという気がする。撮ってる俺は今だし、演じてる方も背景もそうだし、そういう斬り口が見えれば、非常に古典的な類型化された話でもいいんだというところはあるんじゃないかな」等と述べた。
原作の舞台は山陰の温泉町だが、崔が好きな沖縄に変更した。プロデューサーの黒澤満は崔に「それはお前の趣味だ。この原作を沖縄で撮る必然性は何もない」と猛反対したが、製作者の角川春樹は「やりたければやらせてやれ。あいつが話を沖縄に持って行ってどう料理するか楽しみだ」と賛成した。しかし話が辺野古開発に反対する男の話に決まった際は、崔が劇中で赤旗を振らせる可能性を考慮し、「赤旗だけは振るなよ！」と釘を刺したという。崔は脚本の丸山昇一と話し、もう飛んだり跳ねたりする見せ場が10分か15分に1度という約束事から解き放れようと考え余分な説明は露出させず、地味な流れをつくった。但し、主人公の生き方を原作から崩さないよう心掛けた。主人公の旧友の息子・その少年の目で描かれた設定は、ロバート・B・パーカーの『初秋』を彷彿とさせる。

## 配給
東宝系の日比谷映画ほかで封切られた。

## 作品の評価
『スポーツニッポン』は「藤竜也の"男の魅力"がたまらない。石原裕次郎、小林旭、赤木圭一郎らがスクリーンで暴れ回った時代を思い出した。無口で何を考えているか分からない男に火がつき"悪"もろともはじけ飛ぶ。舞台は沖縄の港町ながら、昭和30年代の東京を感じさせる街並み。美しい海。謎の女。強大な悪。心優しい夜の女たち…ハードボイルドの全ての背景が揃う。支配者の"右腕"ながら、藤の男気に惹かれていくのが原田芳雄（ひと昔前のこういう役は宍戸錠だったなあ）「オレたちって下り坂だから、何かを背負ってないとすぐ老けちまう」と劇中、原田が藤につぶやく。作品中、男同士しんみり語り合う唯一のシーンだ…」などと評した。
第9回日本アカデミー賞にて倍賞美津子が本作他にて最優秀主演女優賞。